# Report on Manufactures

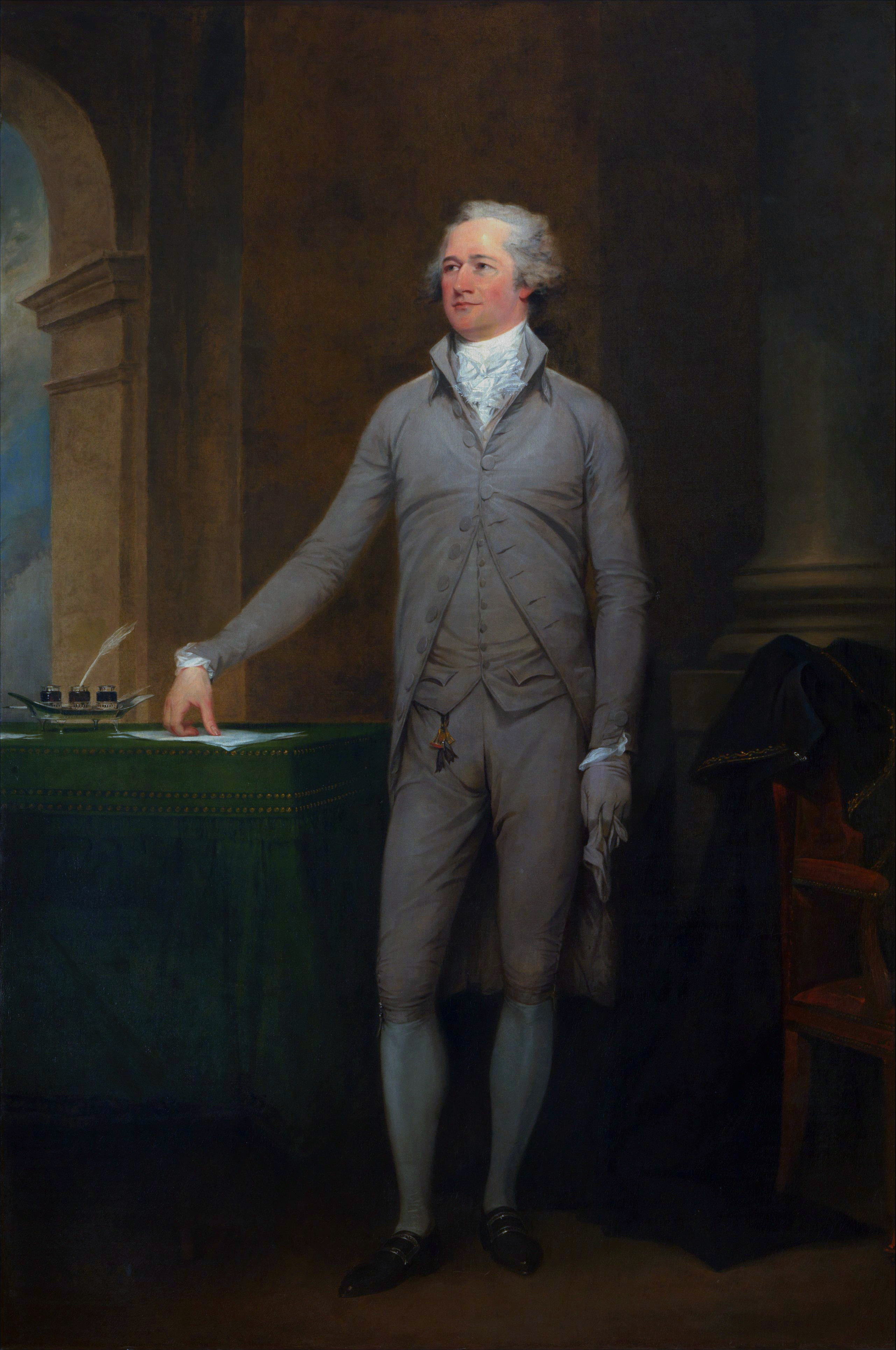
Der US-amerikanische Finanzminister Alexander Hamilton verfasste den Report on Manufactures. Gemälde von John Trumbull aus dem Jahr 1792

Der Report on the Subject of Manufactures („Bericht zum Thema des Gewerbes“), genannt Report on Manufactures, war der vierte bedeutende Finanzbericht des ersten Finanzministers der Vereinigten Staaten von Amerika, Alexander Hamilton. Er wurde am 5. Dezember 1791 dem Kongress vorgelegt. Im Bericht spricht sich Hamilton für eine staatliche Unterstützung des amerikanischen Gewerbes aus. Dabei nimmt er sowohl gegen die Anhänger des Laissez-faire als auch gegen die Physiokraten Stellung. Hamilton befürwortete im Gegensatz zu Zeitgenossen wie Thomas Jefferson die spätere Industrialisierung. Der Kongress setzte vor allem die den Zoll betreffenden Vorschläge des Berichts um, doch der Report beeinflusste mehrere zukünftige industriefreundliche Maßnahmen.

## Hintergrund

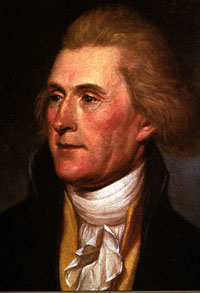
Thomas Jefferson (Charles Willson Peale, 1791)

Als Finanzminister schlug Hamilton in drei Berichten an den Kongress, dem Report on Public Credit, dem Report on the Mint und dem Report on a National Bank, umfassende Wirtschaftsreformen vor, die dem modernen Kapitalismus in den Vereinigten Staaten den Weg ebneten. Mit dem Report on Public Credit versuchte Hamilton, die Bundesregierung kreditwürdig zu machen. Des Weiteren empfahl er assumption, also die Übernahme der Verschuldung der Bundesstaaten durch die Bundesregierung. Die letzteren Reports schlugen die Gründung einer Münzprägeanstalt und einer Nationalbank vor. Obwohl Hamilton seine Vorschläge durch den Kongress bringen konnte, empfanden die agrarischen Südstaaten diese als benachteiligend. Um zwei der prominentesten Politiker des Südens – den Virginiern Madison und Jefferson – bildete sich infolgedessen die Demokratisch-Republikanische Partei, welche unter Plantageneliten und Siedlern in der Frontier Erfolge feiern konnte. Gegenpartei war die sich um Hamilton bildende Föderalistische Partei, die Hamiltons Finanzreformen vertrat und von Kaufleuten gewählt wurde. Die Republicans und die Federalists waren keine Parteien im modernen Sinne, sondern lose Gruppierungen um einzelne Politiker. Es herrschte keine strenge Parteidisziplin; So unterstützten die Republikaner Elbridge Gerry und Albert Gallatin große Teile Hamiltons Finanzplans.
Die Industrielle Revolution begann Mitte des 18. Jahrhunderts im Königreich Großbritannien. In Amerika entwickelten sich kurz darauf erste Fabriken, jedoch herrschte insbesondere in den Südstaaten lange der Agrarsektor vor. Man war in vielen Fällen noch vom Ausland – besonders Großbritannien – und dessen Exporten abhängig. Industrielle wollten sich vor diesen Exporten mit höheren Importzöllen schützen.

## Entstehung und Einflüsse

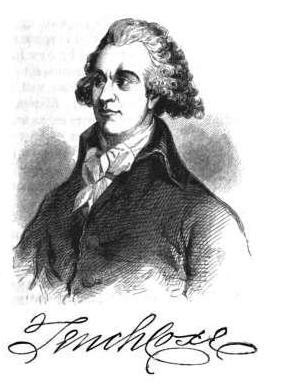
Tench Coxe

Der Präsident George Washington mahnte das Repräsentantenhaus am 8. Januar 1790, dass „ein freies Volk“ eine unabhängige Waffenindustrie brauche, um im Krieg autark zu bleiben. Deshalb bat das Repräsentantenhaus Hamilton am 15. Januar 1790 um einen Finanzbericht „für die Unterstützung und Förderung solcher Gewerbe, welche dazu verhelfen, die Vereinigten Staaten unabhängig von anderen Nationen in Bezug auf unbedingt erforderlichen, besonders militärischen Bedarf zu machen“. Allerdings nutzte Hamilton den Bericht als Plattform für die allgemeine Unterstützung des US-amerikanischen Gewerbe. Hamilton zählt dazu Zweige wie die Holz- und Lederverarbeitung, den Kohlebergbau und die Eisenerzeugung. Die meisten „manufactures“ waren noch kleinere Gewerbebetriebe, die jedoch in Folge der Industrialisierung rasant wuchsen.
Um den Bericht vorzubereiten, schickte Hamilton am 25. Januar Informationsanfragen an mehrere Gewerbeverbände. Einer der führenden Befürworter der US-amerikanischen Industrialisierung, Tench Coxe, beschrieb die vielversprechende Zukunft des US-amerikanischen Gewerbes, insbesondere in seiner Heimat Pennsylvania. Dem Gewerbe fehle es jedoch noch an Arbeitskräften und Technologien. Auch sei man noch vom Königreich Großbritannien abhängig, weshalb die Regierung Handel mit dem revolutionären Frankreich ermutigen müsse. Hamilton ernannte Coxe im Mai 1790 zum Stellvertretenden Finanzminister (englisch Assistant Secretary of the Treasury), als der er zunächst Daten zu amerikanischen Gewerbevertriebe sammelte. Durch seine Arbeit kam ein erster Entwurf des Berichts zustande, den er innerhalb kürzester Zeit im Januar oder Februar 1791 schrieb. Diese Vorlage wurde darauf im Hitzesommer 1791 mehrfach durch Hamilton überarbeitet; Coxe überprüfte Hamiltons Versionen. Gemeinsam gründeten sie die Society for the Encouragement of Useful Manufactures (zu Deutsch etwa: Gesellschaft für die Förderung nützlicher Gewerbe), die jedoch bald wegen Missmanagement und Veruntreuung an Bedeutung verlor.
Dem Herausgeber der Hamilton Papers Harold C. Syrett zufolge zeichne sich der Report on Manufactures nicht durch intellektuelle Neuerungen aus; Hamilton habe vieles von Vordenkern übernommen. Schon in seiner Jugend hatte Hamilton Werke von den Schottischen Aufklärern David Hume, James Steuart und Adam Smith, dem ehemaligen französischen Finanzminister Jacques Necker und dem Enzyklopädisten Malachy Postlethwayt gelesen, die die positiven Effekte der Industrialisierung auf ihre Heimat beschrieben. Von Hume übernahm Hamilton die Kenntnis, dass das Gewerbewachstum den Markt für Agrarprodukte erweitern würde. Hamilton kritisiert hingegen Adam Smiths Theorie des Laissez-faires, wonach sich die Wirtschaft durch die Unsichtbare Hand selbst reguliere und Staatsinterventionen deshalb sinnlos seien. Dabei dienten Hamilton die Bücher des Staatsrechtlers Montesquieu und des Rechtsphilosophen Vattel, für die staatliche Eingriffe in die Wirtschaft kein Bruch der Gewerbefreiheit beziehungsweise des Naturrechts darstellten, als rechtliche Grundlage. Im Bericht würde Hamilton allerdings Smiths Kritik der französischen Physiokraten übernehmen. Die US-amerikanischen Historiker Elkins und McKitrick, Verfasser eines Standardwerks zur US-amerikanischen Geschichte zwischen 1789 und 1800, sehen den Report als eine Kombination verschiedener Theorien, die Hamilton auf Amerika bezog.

## Inhalt
Hamilton eröffnet seinen Report mit einer Widerlegung jener „respectable patrons of opinions“ (zu Deutsch etwa: „angesehene Meinungsmacher“), die eine staatliche Unterstützung heimischer Gewerbebetriebe noch immer kritisierten und deren Ideen in Amerika weit verbreitet waren. Zunächst griff Hamilton die französischen Physiokraten an, welche die Landwirtschaft als einzig produktive Wirtschaftsbranche sahen. Aber auch das Gewerbe sei nicht produktiver als die Landwirtschaft. Vielmehr sei eine gemischte Wirtschaft mit einer Gewerbebranche nötig: Sie würde nämlich durch eine erweiterte Arbeitsteilung und Mechanisierung die Wirtschaft produktiver machen, die Arbeitskraft um Frauen und Kinder erweitern und Bauern die Möglichkeit geben, auch außerhalb der Feldarbeit Geld zu verdienen. Auch Immigranten, die aufgrund der höheren Löhne, geringeren Steuern und Religionsfreiheit (vgl. 1. Zusatzartikel zur Verfassung der Vereinigten Staaten) nach Amerika strömen würden, könnten im Gewerbe arbeiten. Arbeitnehmer würden eine breitere Auswahl an Berufen haben; auch hätten Erfinder einen größeren Innovationsspielraum. Zuletzt beschreibt er landwirtschaftliche Vorteile einer Mischwirtschaft, die wichtig sei für den agrarischen Süden und eine erweiterte inländische Nachfrage nach Agrarprodukten sowie bessere und günstigere Maschinen für Bauern sichere.

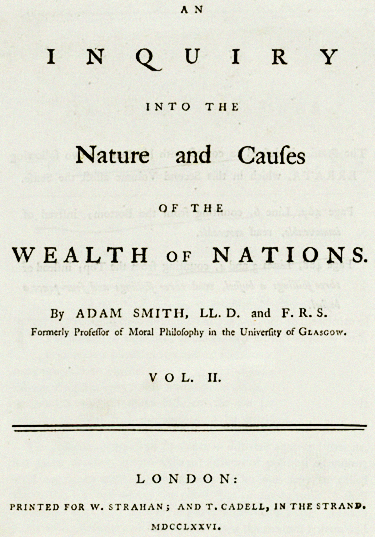
Die von Adam Smith in seinem Hauptwerk Wohlstand der Nationen (Bild) formulierte Theorie des Laissez-faire versucht Hamilton zu widerlegen.

Nachdem Hamilton die Vorteile der Entwicklung des Gewerbesektors beschrieben hatte, widerlegte er Adam Smiths Freihandelsideal, nach dem die Vereinigten Staaten sich wegen ihrer natürlichen Vorteile in der Landwirtschaft auf diese fokussieren und Industrie-Produkte importieren sollte, mit dem second best world-Argument: Nur in einer perfekten Welt ohne Handelshemmnisse könne ein Staat so handeln. In der echten Welt erschweren die Industrienationen Europas den Handel mit Zöllen. Das gleiche Argument nutzt er, um Prämien (englisch bounties) zu verteidigen: In einer idealen Welt könnten die USA Unternehmen frei wachsen lassen. Andere Staaten unterstützten ihr heimisches Gewerbe jedoch, was ihnen einen Vorteil gegenüber dem US-amerikanischen Gewerbe verschaffe. Des Weiteren behauptet Hamilton, dass der Staat Menschen dazu bewegen müsse, ihren Beruf zu wechseln, wenn nötig durch Prämien. Prämien würden auch Investoren zeigen, dass der Staat dem Gewerbe freundlich gesinnt sei. Darauf formuliert er erstmals das infant industries-Argument für Schutzzölle: Die noch jungen Industrien der USA müssten vor den größeren Industrien anderer Länder geschützt werden. Prämien seien aber effektiver als Schutzzölle, da sie direkter wirken und die Konsumenten nicht durch höhere Preise belasten. Gerard Clarfield schrieb, dass das Schlüsselwort in Hamiltons Programm encouragement, also Unterstützung, nicht protection, also Schutz, sei.
Im Folgenden versuchte Hamilton, die Angst vor fehlenden Arbeitskräften und fehlendem Kapital zu mindern. Trotz der kontinuierlichen Abwanderung in die Frontier seien viele Staaten noch ausreichend bevölkert. Erneut verwies Hamilton auf Kinder-, Frauen- und Immigrantenarbeit. Auf Grund der Mechanisierung und der Wasserkraft würde die Zahl der benötigten Arbeiter sinken. Hamiltons bisherigen Finanzreformen hätten schon genug Kapital geschaffen.
Nach einem Abriss der boomenden amerikanischen Gewerbebetriebe, die angeblich schon international agierten, kommt Hamilton auf seinen eigentlichen Auftrag zurück: Er behauptet, dass es für die USA essentiell sei, sich in Falle eines Krieges autark zu machen. Zuletzt beschreibt er mögliche Wege, Gewerbe staatlich zu unterstützen. Zum Beispiel schlägt er geringe Zollerhöhungen auf insgesamt 14 Handelswaren, die Senkung von Zöllen auf Rohstoffe, Anreize durch Prämien und „Internal Improvements“ (ein zeitgenössischer Ausdruck für Infrastrukturausbau) vor.

## Diskussion im Kongress

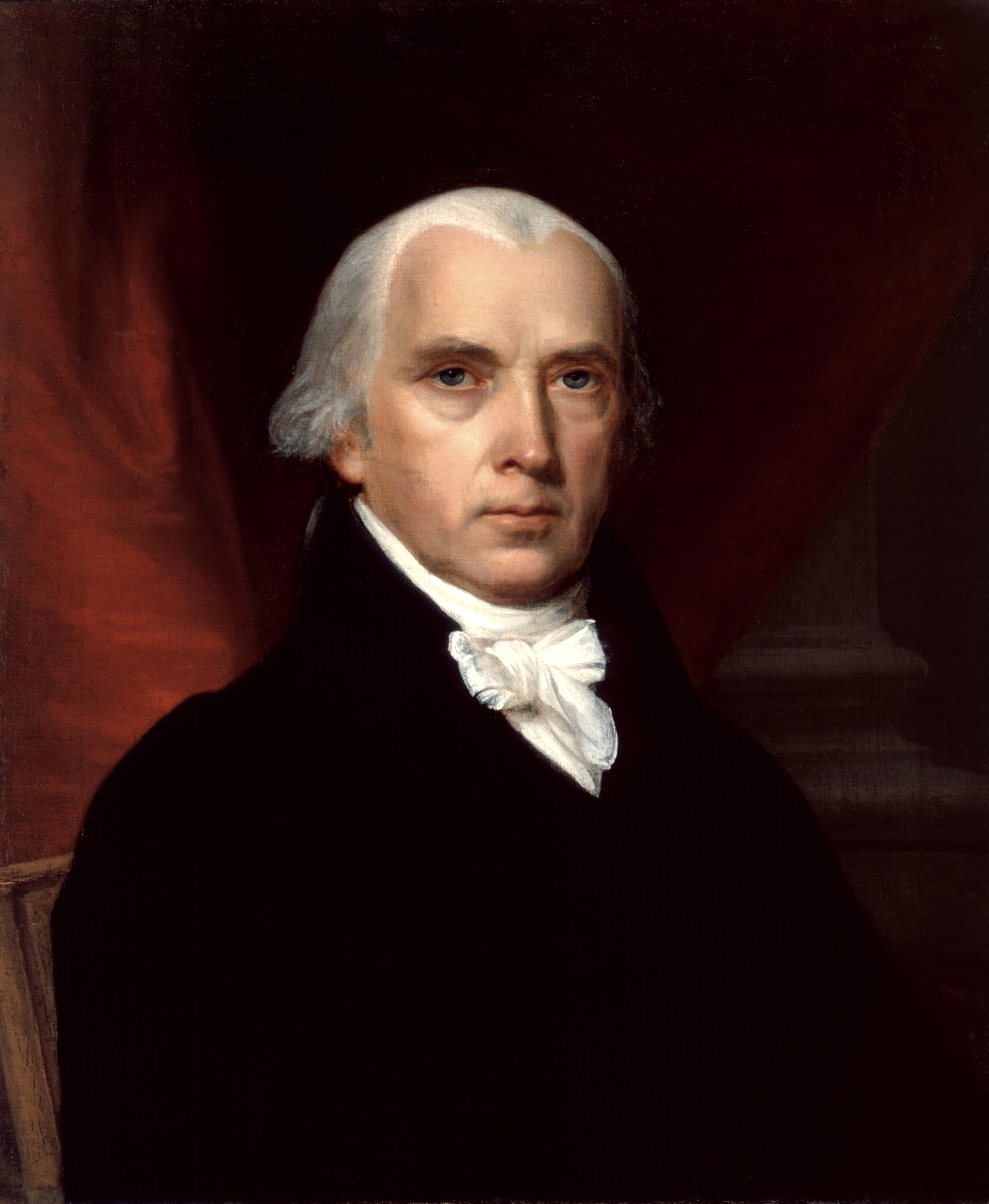
James Madison (John Vanderlyn, 1816)

Der Report on Manufactures wurde am 5. Dezember 1791 dem Kongress vorgelegt, der ihn vorerst ignorierte. Die im Bericht vorgeschlagenen Prämien wurden gar nicht diskutiert; die Forschung nutzt das Beispiel der Fisheries Debate im Februar 1792, um die Antipathie der Öffentlichkeit gegenüber Prämien zu zeigen: Ein Vorschlag durch föderalistische Neuengländer, Kabeljaufischer mit einer Prämie zu unterstützen, traf unter republikanischen Südstaatlern wie dem Virginier William Branch Giles, der die Verfassungsmäßigkeit einer Prämie bezweifelte, auf Widerstand. Andere behaupteten, dass Prämien eine Umverteilung von den Südstaaten zu den Nordstaaten seien. Befürworter des Gesetzes, z. B. Elbridge Gerry und Fisher Ames, verteidigten den Vorschlag als Form der Rückzahlung von Steuern, also einer Allowance (Beihilfe), nicht einer Prämie. Erst nachdem das Wort Prämie ersetzt worden war, akzeptierte der Kongress die Maßnahme.
Im Gegensatz zu den Prämien konnte Hamilton die im Bericht vorgeschlagenen Zölle durchsetzen. Nach der Schlacht am Wabash River, einer verheerenden Niederlage gegen Indianer, und einer hitzigen Debatte entschied sich der Kongress, drei neue Regimenter auszuheben. Es wurde am 7. März vorgeschlagen, dass der Finanzminister Hamilton einen Bericht zur Beschaffung der Geldmittel für die Regimenter vorstellen sollte. Madison griff diesen Antrag an und lehnte Eingriffe der Exekutive (Finanzministerium) in die Legislative (Kongress) ab. Jedoch fasste die politische Öffentlichkeit Madisons Rede als heuchlerisch und inkonsistent auf, da er nur zwei Jahre zuvor bei der Gründung des Finanzministeriums genau das Gegenteil befürwortet hatte. Der Antrag wurde am 8. März mit 31 zu 27 Stimmen angenommen.
Am 17. März stellte Hamilton drei Möglichkeiten vor, die nötige Geldsumme von 525.000 Dollar einzutreiben: Entweder könnte man den Regierungsanteil an der Nationalbank verkaufen, Kredite aufnehmen oder Zölle erheben. Hamilton setzte sich für Letzteres ein, da diese Zölle Gewerbe förderten. Diesen Tariff of 1792, also Zoll von 1792, kritisierten die Demokraten-Republikaner als eine Bevorteilung des Nordens. Föderalisten boten an, im Gegenzug auch die Landwirtschaft des Südens durch Schutzzölle zu unterstützen, was wiederum in der eigenen Partei auf Kritik stoß. Schließlich schlug Madison vor, den Zoll nach einem Jahr auslaufen zu lassen, bis die Regimenter ausgehoben wären. Föderalisten lehnten diese Möglichkeit ab. Während der Zoll mit 37 zu 20 Stimmen angenommen wurde, wurde das Auslaufdatum mit 32 zu 32 Stimmen abgelehnt.

## Rezeption

### Zeitgenössische Bewertung
Direkt nach der Veröffentlichung des Berichts bezweifelten Hamiltons Kritiker seine Verfassungsmäßigkeit. Hamilton sah seine Vorschläge in der General Welfare Clause, die besagt, dass der Kongress für die Verteidigung und die Wohlfahrt der Vereinigten Staaten aufkommt (englisch to provide for the common defense and general welfare of the United States), bestätigt. Er interpretierte die Wörter general welfare als weitreichend; der Kongress könne entscheiden, was zu diesem Zeitpunkt das Beste für die general welfare wäre. Madison sah diese Interpretation der „general welfare clause“ kritisch, da sie nicht nur die Mittel, sondern auch die Ziele der Regierung erweiterte. In den unveröffentlichten Notizen zur Verfassungsmäßigkeit von Prämien zur Förderung von Gewerbe (englisch Notes on the Constitutionality of Bounties to Encourage Manufacturing) aus dem Februar 1792 kritisierte Jefferson die Prämien als ein gelegentlich effektives Mittel, das aber zur Tyrannei ausgenutzt werden könnten.
Auch im Königreich Großbritannien wurde der Bericht mit dem Ziel veröffentlicht, qualifizierte Handwerker von dort zur Immigration in die USA anzulocken. Thomas Diggs ließ 1000 Kopien in Dublin drucken, doch halte die Oberschicht Fachleute von der Emigration ab. Tatsächlich verfügte Großbritannien über strikte Gesetze gegen Emigration. Trotzdem konnten Immigranten die US-amerikanische Industrialisierung maßgeblich vorantreiben; so stammt Samuel Slater, „Vater der amerikanischen Industriellen Revolution“, aus England.
Hamiltons Bericht basierte, wie oben erwähnt, eher auf Unterstützung, nicht auf Schutz der Industriellen. Bald wurden diese Anhänger der Demokratisch-Republikanischen Partei, die auch aus politischen Gründen den Handel mit Großbritannien einschränken wollten. Illustriert wird der Wandel in Coxe selbst, der sich mit Jefferson alliierte. Zeitgenossen nannten ihn spöttisch „Mr. Facing Bothways“. Als Präsidenten konnten Jefferson und Madison ihre antibritische Politik durchsetzen; 1816 führte Madisons Regierung Douglas I. Irwin zufolge den ersten protektionistischen Zoll der amerikanischen Geschichte ein. Obwohl ihr Ziel eigentlich ein Angriff auf Großbritannien war, unterstützten die Demokraten-Republikaner so die Industrialisierung.

### Historische Bewertung
Historiker sehen den Report on Manufactures als ein Meisterwerk, das als Statement gegen Laissez-faire wegweisend ist. Bis ins 19. Jahrhundert wurde der Report on Manufactures etliche Male im Kongress zitiert und als Pamphlet und in Zeitungen und Zeitschriften abgedruckt. Die frühe Rezeption versteht den Bericht jedoch oft als Verteidigung des Protektionismus falsch. Ron Chernow (2004) sieht im Bericht mehrere Maßnahmen, die erst 100 Jahre später durch Theodore Roosevelt umgesetzt wurden. Als langen Schatten bezeichnet Douglas I. Irwin (2003) den Einfluss des Berichtes auf die Handelspolitik der USA. Kritischer sieht ihn Jacob E. Cooke (1975, 1983): Anders als bei seinen bisherigen Berichten fehlten dem Report on Manufactures Mut und Reformbereitschaft. Trotzdem sei es die beste Abhandlung seiner Generation zur Industrialisierung gewesen. John R. Nelson (1979) sieht Hamiltons Report on Manufactures negativ. Hamiltons Vorschläge und seine Ablehnung höherer Zölle unterstütze eher die Kaufleute. Hingegen gaben die im Bericht vorgeschlagenen Maßnahmen den Industriellen nicht die nötige Unterstützung, die sie damals brauchten.
Die gängige historische Wertung besagte, dass der Report on Manufactures gar nicht umgesetzt wurde. Jacob E. Cooke (1975) und Ron Chernow (2004) beschrieben ihn als einzigen der Berichte Hamiltons, der nicht vom Kongress umgesetzt wurde; Jürgen Heideking fügt hinzu, dass Hamilton und Washington ihrer Zeit wohl zu weit voraus waren, um sich gegen einzelstaatliche und agrarische Interessen durchzusetzen. Douglas I. Irwin (2003) schrieb hingegen, dass zwar keine der Prämien, jedoch alle der vorgeschlagenen Zölle umgesetzt wurden. Gerard Clarfield (1975) bewertet die legislative Umsetzung des Berichts hingegen als politisches Meisterwerk Hamiltons, da er den Kongress, der eigentlich gegen neue Zölle war, wegen einer militärischen Gefahr zu höheren Zöllen veranlassen konnte.
Die Beteiligung von Tench Coxe ist in seiner Bedeutung umstritten. Die Biografie von Broadus Mitchell (1957–1962) bewertet die Beteiligung von Coxe als gering. The Papers of Alexander Hamilton (1961–1987) sieht den Beitrag von Coxe am Report on Manufactures zwar als beachtlich an, doch unterscheide sich Coxes Entwurf sehr vom eigentlichen Bericht. Bernard Mason (1965) schlägt hingegen vor, dass die Beteiligung von Coxe größer sei als bisher eingeschätzt. Als Beweis nutzt er die Ähnlichkeit zwischen dem Bericht und Coxes Essays, allerdings sieht er seine eigenen Beweise nicht als unbedingt überzeugend an. Länger ist die Analyse vom Biografen Coxes, Jacob E. Cooke (1975), die sich Mason anschließt.

## Ausgaben
- Harold C. Syrett (Hrsg.): The Papers of Alexander Hamilton. Alexander Hamilton’s Final Version of the Report on the Subject of Manufactures. Band 10 December 1791–January 1792, Columbia University Press, New York 1966, S. 230–340.